# Friedrich Justus Perels
Friedrich Justus Leopold Perels (Berlín, 13 de noviembre de 1910 - ibíd., 23 de abril de 1945) fue un abogado alemán, asesor jurídico de la Iglesia Confesante y miembro de la Resistencia alemana al nazismo.

## Vida
El segundo de los cuatro hijos del historiador Ernst Perels (1882-1945) y Antonie Hermes. Su hermano mayor fue Kurt Perels (1878-1933), profesor de la Universidad de Hamburgo y caballero de la Liga Hanseática.
Su abuelo fue el jurista berlinés Ferdinand Perels (1836-1901) de origen judío se había convertido al cristianismo. 
Estudió en el Gymnasium de Berlín-Friedenau y leyes en Heidelberg.
En 1940 se casó con Helga Kellermann y su hijo Joachim Perels nació en 1942.
A través de su amistad con Dietrich Bonhoeffer entabló relación con Hans von Dohnanyi posibilitando el escape de judíos al exterior en la "Operación 7" y en los planes de la disidencia llevados a cabo por el general Ludwig Beck.
Después del fracasado complot del 20 de julio fue arrestado y el 2 de febrero de 1945 juzgado por el Tribunal del Pueblo a cargo de Roland Freisler y condenado a muerte. Al día siguiente, Freisler moría en el bombardeo de Berlín y el 22 de abril de 1945 Perels era ejecutado junto a sus camaradas Klaus Bonhoeffer y Rüdiger Schleicher y otros 9 miembros de la disidencia.
Su padre murió en el campo de concentración de Flossenbürg donde había sido ejecutado Dietrich Bonhoeffer y sus compañeros.